# Monte Bracco
Il monte Bracco (ma il nome viene a volte contratto in Mombracco) è una montagna delle Alpi Cozie alta 1.307 m s.l.m.  situata tra valle Po, la valle Infernotto e la pianura cuneese.
Si trova in provincia di Cuneo e sul suo punto culminante convergono i territori di Barge, Envie e Sanfront, anche se parte delle sue pendici appartengono ai comuni di Paesana, Rifreddo e Revello.
Il suo nome deriverebbe dal vocabolo celtico brac, che significa incolto. 

## Caratteristiche

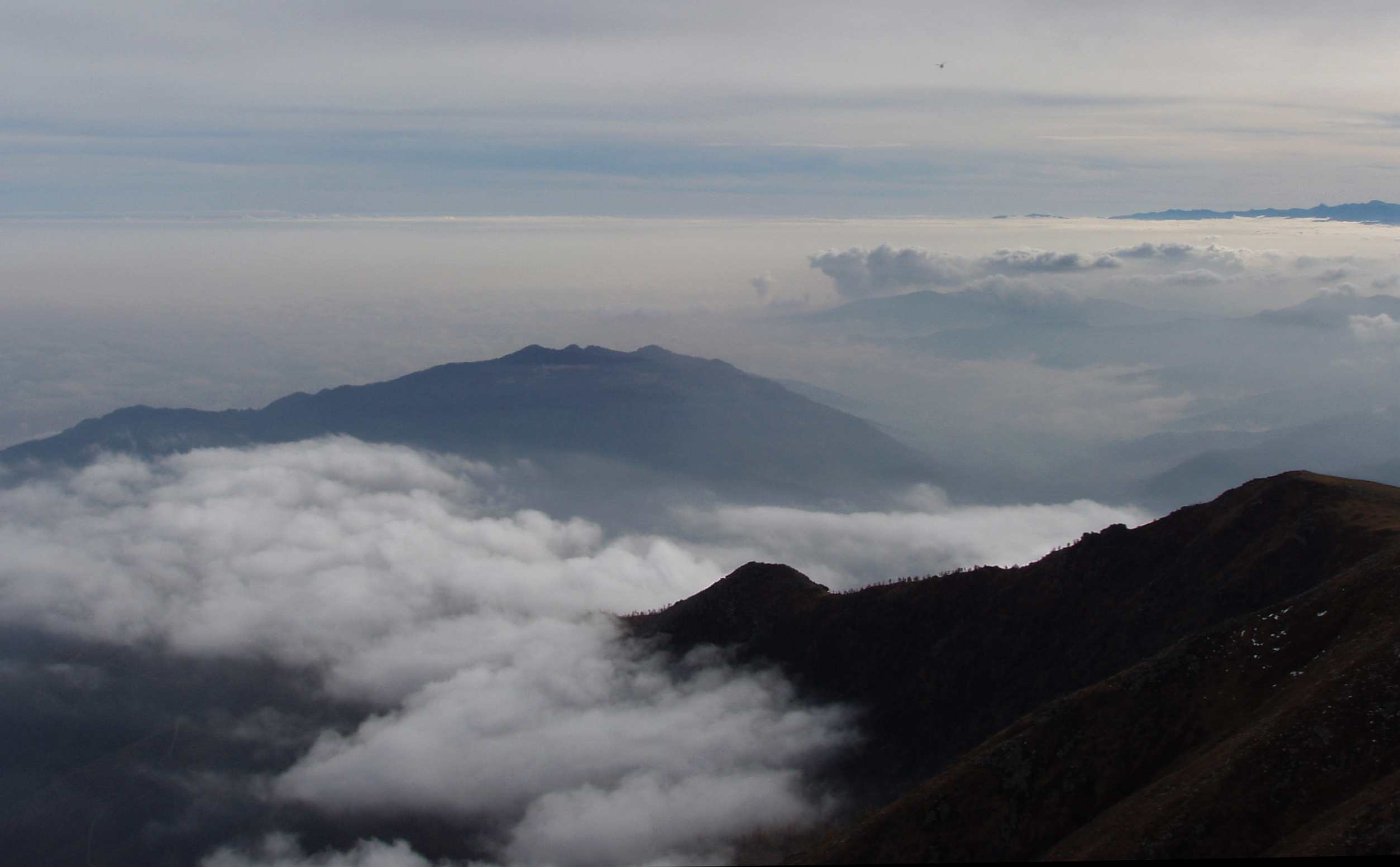
Il monte Bracco dalla Punta Ostanetta.

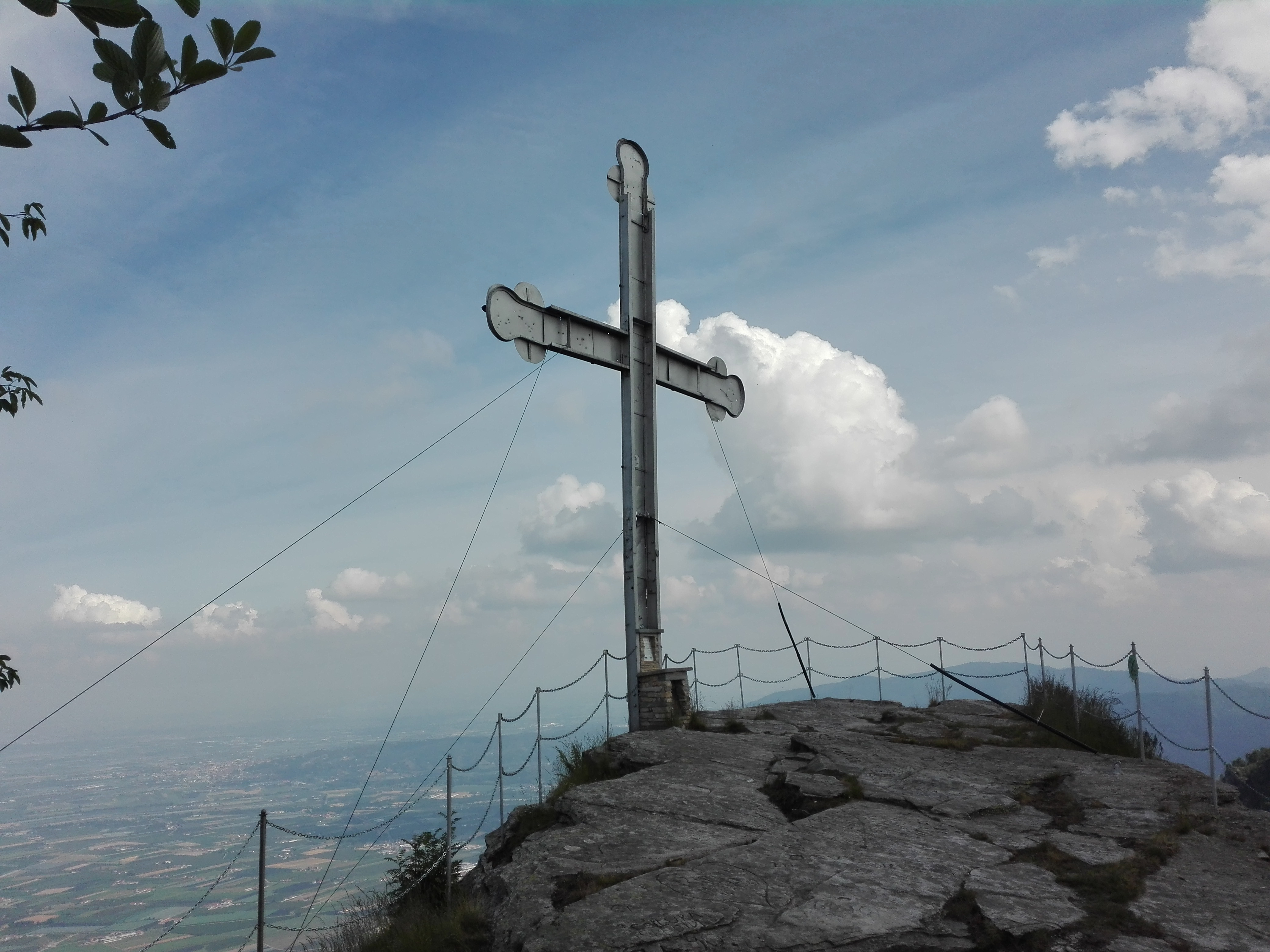
La Croce di Envie sulla vetta del monte Bracco.

Più che una montagna isolata il monte Bracco è un piccolo massiccio montuoso che si protende verso la pianura cuneese ed è separato dal resto della catena alpina dalla Colletta (609 m), il basso valico stradale che mette in comunicazione Barge con Paesana.
Il massiccio sale in modo graduale da ovest verso est con pendii coperti da prati e boschi e precipita poi bruscamente verso Envie e la pianura con balze rocciose incise da canaloni scavati dall'erosione. La zona sommitale comprende, in senso nord-sud, una lunga serie di elevazioni tra le quali la rocca Brusà (1.101 m), la rocca dell'Oro (1.040 m), il monte Bracco propriamente detto (1.306 m), la rocca Comba di Mezzo (1.296 m) e la Croce di Rifreddo (1.209 m).
Oltre che quest'ultima sono presenti sul monte Bracco altre tre grosse croci: a sud-ovest la Croce di Sanfront a quota 1.195, sul punto culminante la Croce di Envie e quindi la Croce di Revello sulle alture del paese. Il monte Bracco è ben individuabile anche da lontano e dalla cima il panorama è vastissimo; anche per questo è molto amato e frequentato dagli abitanti della zona circostante.

## Geologia
Il monte Bracco fa parte del complesso cristallino Dora-Maira, una vasta zona montuosa che si spinge dalla Val Maira alla Val Susa e che culmina con il Monviso. Questa zona, che costituiva inizialmente il fondale dell'antico oceano della Tetide, a partire dal Devoniano si sollevò nel corso della collisione tra le zolle crostali Euroasiatica e Africana dando origine a una vasta parte dell'arco alpino occidentale.
Il monte Bracco rappresenta la porzione più orientale di questo complesso ed è costituito di rocce metamorfiche tra le quali predomina lo gneiss. Queste rocce sono caratterizzate da una elevata scistosità, ovvero dalla tendenza fratturarsi lungo piani paralleli, e sono state utilizzate fin dall'antichità per ottenerne lastre sottili impiegate per la copertura dei tetti o per la lastricatura di strade o edifici.
Nei paesi che circondano il monte Bracco è ancora oggi diffusa l'idea che la montagna sia in realtà un vulcano attualmente spento ma che potrebbe in un futuro più o meno prossimo tornare attivo. Questa diceria è priva di qualsiasi fondamento scientifico ed è forse dovuta al fatto che, per la favorevole esposizione, sulla montagna la neve si scioglie in anticipo; questo può far pensare ad una maggiore temperatura interna e alla presenza in profondità di lava incandescente.

## Storia

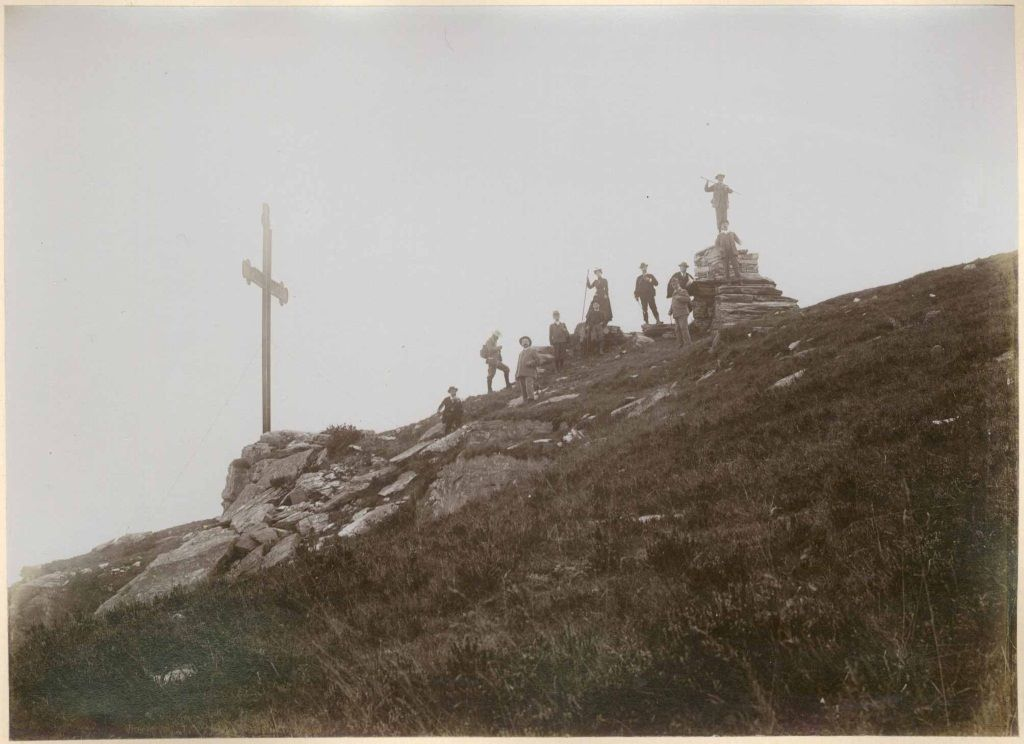
Escursionisti presso la "Croce di Envie" (1903, foto M.Gabinio)

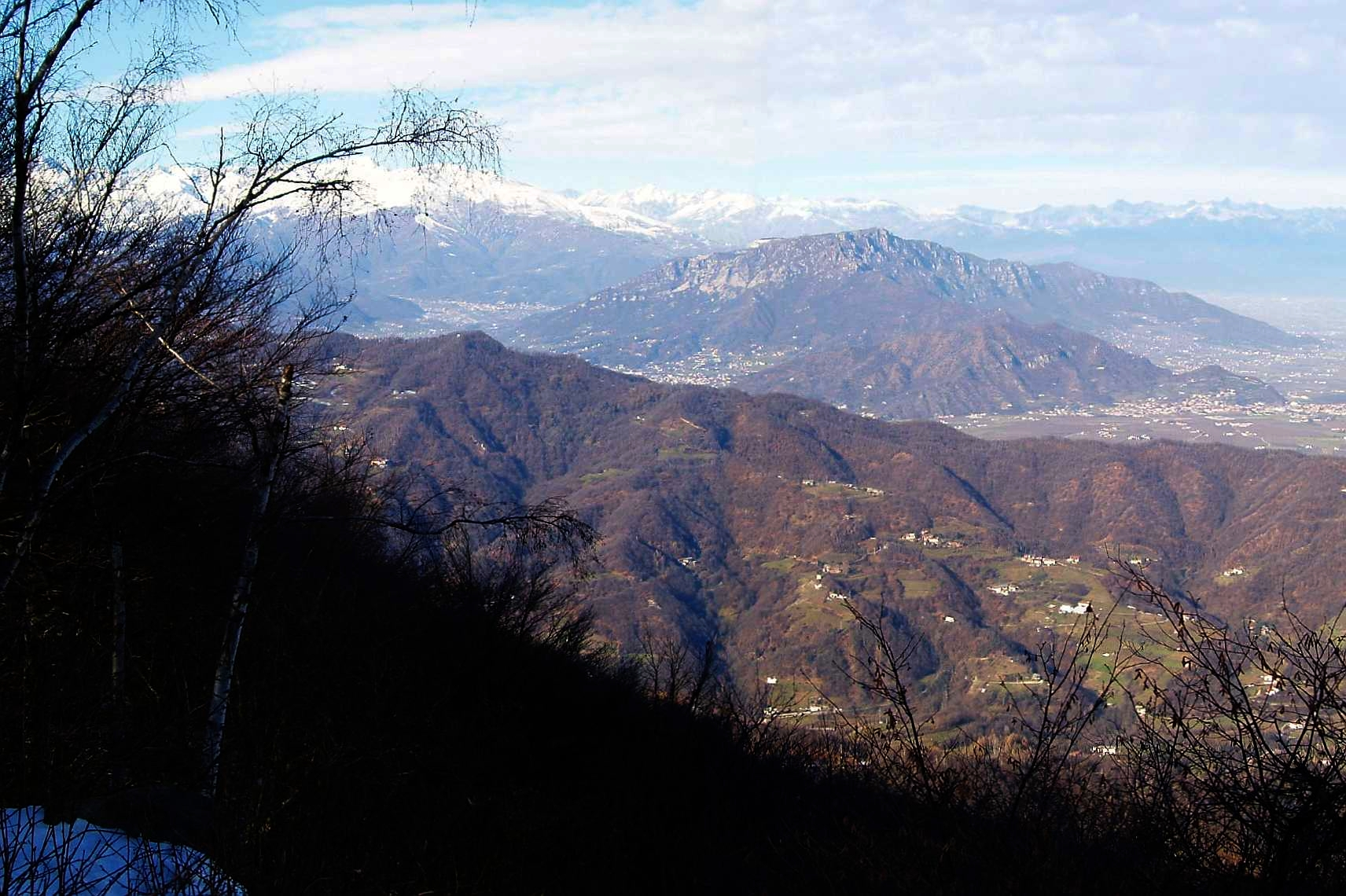
Il monte Bracco da San Bernardo Vecchio (crinale Valle Varaita-Valle Bronda)

La montagna fu frequentata fin dalla preistoria, come testimoniano le numerose incisioni rupestri identificate in zona; data la posizione dominante del sito è ipotizzabile che parte di questi antichi simboli avesse un significato magico-religioso.
Fin dal Medioevo è documentata la presenza sul monte Bracco di cave di gneiss e di quarzite, pietre che furono abbondantemente utilizzate per la costruzione degli edifici pubblici e privati del Saluzzese. 
Nel 1511 le cave del monte Bracco vengono citate da Leonardo da Vinci in uno scritto oggi conservato a Parigi presso l'Archivio Nazionale (manoscritto B): 
Monbracho sopra saluzo sopra la certosa un miglio a piè di Monviso a una miniera di pietra faldata la quale e biancha come marmo di carrara senza machule che è della dureza del porfido......
A partire dalla seconda metà del Novecento l'attività estrattiva in zona cessò per quanto riguarda lo gneiss, mentre è tuttora attiva l'estrazione della quarzite. La pietra estratta è detta Bargiolina ed è tuttora largamente utilizzata in Piemonte.
Sul monte Bracco sono presenti alcune interessanti testimonianze architettoniche del passato, tra le quali spiccano la Balma Boves, un curioso complesso rurale costruito al riparo di uno strapiombo a quota 652 m in comune di Sanfront, e il medioevale Convento della Trappa, tra Envie e Barge.

## Convento della Trappa

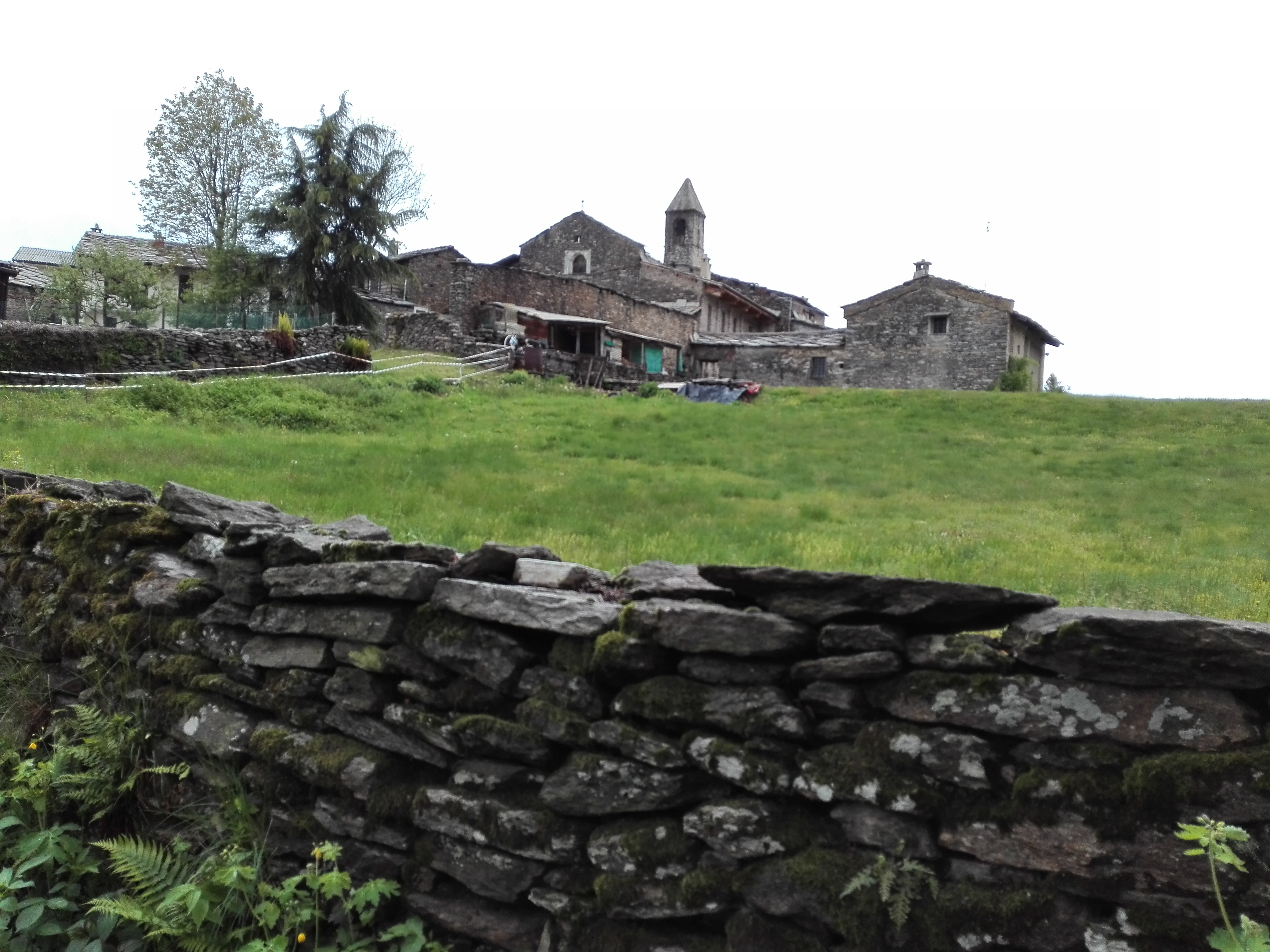
Il complesso di quello che è detto impropriamente Convento della Trappa.

Ad un'altezza di circa 950 m si trova il cosiddetto Convento della Trappa, in riferimento alla presenza di monaci trappisti prima dell'arrivo delle truppe rivoluzionarie francesi in Piemonte (o anche Certosa di Mombracco, in riferimento alla precedente presenza di monaci certosini), che fu edificato intorno al 1248. Si conserva la chiesa dedicata inizialmente all'Annunciazione della Beata Vergine Maria ed ora a San Giacomo, nonché alcune celle originarie dei monaci, articolate su due lati di quello che fu il chiostro grande.
In realtà, non si è mai trattato di un vero e proprio "convento", perché solo impropriamente si può definire tale qualunque monastero o cenobio. Specificamente il convento resta solo quello di un ordine regolare mendicante, come il francescano. A Mombracco non fu mai ospitato un ordine di tal genere, quindi si dovrebbe parlare correttamente di "monastero".

## Escursionismo e alpinismo
Il monte Bracco è di interesse principalmente escursionistico, con molti itinerari percorribili a piedi, in mountain bike o con le ciaspole e che permettono di scoprirne i vari aspetti storici e ambientali.

Di particolare rilievo è il Giro del Bracco, percorso escursionistico ad anello che contorna tutto il massiccio ed ha uno sviluppo di più di 20 km.
Sul versante che guarda verso la pianura sono inoltre state tracciate numerose vie di arrampicata, anche molto impegnative

## Rifugi e bivacchi
Sulle pendici del monte si trovano:
- Bivacco Stefano Mulatero - 1.204 m
- Rifugio Miravidi - 620 m
- Rifugio Mombracco - 1.304 m